# Hillary Scott (chanteuse)
Pour les articles homonymes, voir Scott et Hillary Scott.
Ne pas confondre avec l'actrice pornographique Hillary Scott
Hillary Dawn Scott-Tyrrell est une chanteuse américaine (née le 1er avril 1986), membre du groupe Lady A. Elle est la fille de la chanteuse de country Linda Davis et de Lang Scott, guitariste de la chanteuse de musique country Reba McEntire.

## Biographie
Charles Kelley, originaire de Winston-Salem, en Caroline du Nord s'installa à Nashville en 2005. Tentant de commencer sa carrière solo, il convainc son ami d'enfance Dave Haywood de le rejoindre à Nashville en 2006 pour écrire des chansons ensemble. Peu après, Charles Kelley prend contact avec Hillary Scott après avoir découvert sa page Myspace puis ils commencent ensemble à parler dans des clubs de musique de Nashville. Ils décideront finalement avec Dave Haywood de créer ensemble le groupe Lady Antebellum. Le trio commença à se produire avant de signer en juillet 2007 chez Capitol Records.

## Vie privée
Depuis juillet 2010, Hillary est en couple avec le musicien Chris Tyrrell. Ils se sont mariés le 7 janvier 2012 à New York. Ensemble, ils ont trois filles : Eisele Kaye (née le 22 juillet 2013 à Nashville) et les jumelles monozygotes, Betsy Mack et Emory JoAnn (nées le 29 janvier 2018).

## Filmographie

### Cinéma
- 2024 : Unsung Hero de Richard L. Ramsey et Joel Smallbone : Luanne Meece